# Livio Senigalliesi
Livio Senigalliesi (né en 1956 à Milan) est un photographe et photojournaliste italien.

## Biographie
Livio Senigalliesi commence sa carrière en tant que photojournaliste au début des années 1980, se consacrant aux grands thèmes de la situation italienne, les luttes des travailleurs et des étudiants, l'immigration, l'exclusion sociale, les problèmes dans le sud, la lutte contre la mafia.
Il collabore avec un certain nombre de journaux et magazines italiens (Corriere della Sera, La Repubblica, L'Europeo, L'Espresso, Epoca, Panorama, Il Manifesto) et étrangers (La Vanguardia, El Pais, Libération, Fact, Die Welt, Berliner Morgenpost, Stern, Frankfurter Allgemeine Zeitung, Time Magazine.
Il se passionne pour la photographie conçue comme un témoignage, ce qui l'amène à porter son attention sur les événements historiques des dernières décennies sur tous les points chauds du globe comme le Moyen-Orient, le Kurdistan pendant la guerre du Golfe, la chute du mur de Berlin et la réunification allemande, le coup d'État manqué de Moscou, qui a entraîné la fin de l'Union soviétique, le siège de Sarajevo, pendant la guerre en Bosnie. Il a suivi toutes les étapes du conflit en ex-Yougoslavie et documenté les conséquences atroces de guerres et génocides en Afrique et dans le sud-est asiatique.

## Reportages
Moyen-Orient
- Jordanie, Irak, Liban, Israël/Palestine, Chypre, Turquie, Kurdistan.

Balkans
- Croatie, Bosnie-Herzégovine, Serbie, Kosovo, Macédoine

Europe de l'Est
Allemagne de l'Est, Roumanie, Union soviétique, Géorgie, Tchétchénie et Républiques caucasiennes.
Asie
- Afghanistan, Inde, Pakistan, Cachemire, Viêt Nam, Cambodge.

Afrique
- Congo, Rwanda, Ouganda, Soudan, Mozambique.

Amérique latine
- Guatemala.

## Livres
- Balkans, Éd. Museo Ken Damy, Brescia
- Kosovo, c'ero anch'io, avec un texte de Massimo Nava - Ed. Rizzoli / Bur
- Vittime, storie di guerra sul fronte della pace, avec un texte de Massimo Nava - Fazi Editore,
- Balcani: la guerra in Europa. Memorie per l'educazione alla pace, Ed. Cesvi-Educational.
- Terra di Palestina - Ed. Provincia di Salerno - Donne in nero - Assopace
- Caucaso - Mazzotta Editore
- Ruanda: memorie di un genocidio, catalogue d'une exposition organisée en soutien d'un projet humanitaire
- Justicia y verdad, Ed. Fondazione Rigoberta Menchù Tum - Guatemala City
- Dispacci dal fronte, publié par EGA Libri pour Reporter sans Frontieres-Italia

## Prix et récompenses
- 2003 : PDN Photo Annual Award, New York - categoria web site
- 2004 : World Health Organization Photo Award
- 2006 : Prix « Antonio Russo » pour le reportage de guerre
- 2007 : Colomba della Pace, conférée par la Commune d'Assise, pour l'engagemen t en faveur de la paix
- 2009 : Vainqueur du concours Identità e culture in una Italia multietnica, reçoit la médaille du Président de la République, pour son travail sur l'immigration clandestine en Italie.